# Roberto Uranga
Roberto Uranga Amézaga (Bilbao, España, 21 de abril de 1948 - Valencia, España, 13 de octubre de 2005) fue un cantante español integrante del grupo vocal Mocedades  de 1969 a 1994 y del grupo vocal Txarango de 1996 a 2004.

## Biografía
Roberto Uranga Amézaga nació en Bilbao el 21 de abril de 1948, siendo el segundo de nueve hermanos de una familia numerosa muy vinculada a la música, ya que sus padres fueron cantantes y gran parte de sus hermanos también lo son: Amaya, Izaskun, Edurne, Idoia, Estíbaliz e Iñaki Uranga se han dedicado a la música y parte de ellos fueron compañeros de Roberto en Mocedades en algún momento de la historia del grupo. También era primo del director de cine Pablo Berger.
Siendo adolescente, se unió a sus hermanas Amaya, Estíbaliz e Izaskun (que tenían un grupo llamado Las hermanas Uranga) y a otros amigos para formar el grupo vocal Voces y guitarras, que se convertiría en 1969 en el grupo mundialmente conocido como Mocedades. Permaneció en el grupo hasta 1994 y durante esos 25 años actuó como cantante y en ocasiones como guitarrista, participando en 20 de sus álbumes originales.
Aunque la solista principal del grupo era Amaya, y posteriormente lo fue Ana Bejerano mientras Roberto perteneció a Mocedades, Roberto tiene solos en 9 canciones del grupo:
- Pange Lingua (compartida con Sergio Blanco en la versión de 1969 y después con Javier Garay en la de 1977)
- Mary Ann
- If you miss me from the back of the bus (una estrofa)
- Mulowa
- Charango (a dúo con Amaya)
- La música (a dúo con Amaya)
- El tren del fin del mundo
- 500 Millas (compartida con Iñaki Uranga)
- Mr. Sandman (una estrofa)

En 1996 forma Txarango, un grupo de estilo folk, junto a José Ipiña y Ana Bejerano, compañeros de Roberto en Mocedades y Amaya y Javier Saizar, exintegrantes del grupo vocal Trigo Limpio. Editaron un disco sin mucho éxito.
En 2005 fallece a los 57 años de edad a causa de un cáncer. Ese mismo año también fallecen los ex componentes de Mocedades Rafael Blanco Rivas (hermano de su cuñado Sergio) y José Antonio Las Heras. Justo una semana después de su muerte se celebró el 50.º Aniversario de Eurovisión (Congratulations) en el que podría haber participado gracias a una invitación especial cantando con Amaya Uranga, Carlos Zubiaga y José Ipiña, exintegrantes de Mocedades que participaron en Eurovisión en 1973 y que sí acudieron al evento. Sus excompañeros aparecieron en escena de luto y Amaya no pudo terminar de hacer el playback por la emoción.
Se casó dos veces y tuvo cinco hijos, cuatro de ellos fruto de su primer matrimonio.